# Dmitri Wladimirowitsch Abramowitsch
Dmitri Wladimirowitsch Abramowitsch (russisch Дмитрий Владимирович Абрамович, englische Transkription Dmitry Vladimirovich Abramovich, bei der FIBT Dmitry Abramovitch; * 30. Oktober 1982 in Krasnojarsk) ist ein russischer Bobpilot.

## Werdegang
Dmitri Abramowitsch ging im Januar 2006 erstmals im Weltcup an den Start. Zudem gewann er bei der Juniorenweltmeisterschaft in Igls mit Anschieber Roman Oreschnikow die Silbermedaille im Zweier. In der Folgesaison nahm er neben dem Weltcup auch am Europacup teil und feierte dort im Vierer in Winterberg seinen ersten Sieg. Bei der Junioren-WM 2007 in Altenberg wurde er im Zweier Dritter und holte den Titel im Vierer. Anschließend startete er bei der Weltmeisterschaft in St. Moritz und belegte im Vierer den 17. Platz.
Im Weltcup 2007/08 konnte sich Abramowitsch im Vierer bei seinen sieben Starts zwischen den Rängen 7 und 15 platzieren und wurde im Gesamtklassement Zehnter. Zudem verteidigte er seinen Junioren-WM-Titel im Vierer. Bei der WM 2008 in Altenberg belegte er mit der russischen Mannschaft Rang 5 und im Vierer Rang 9; im Zweier wurde er disqualifiziert.
Im Winter 2008/09 ging Abramowitsch zunächst im Europacup an den Start und gewann in der ersten Saisonhälfte vier Rennen im Vierer sowie zwei Rennen im Zweier. Daraufhin kehrte er ins Weltcup-Team zurück und belegte mit einem dritten Rang im Vierer in Igls seinen ersten Weltcup-Podestplatz. Bei der Junioren-WM 2009 in Königssee holte er zum dritten Mal in Folge den Titel im Vierer und wurde zudem mit Sergei Prudnikow Juniorenweltmeister im Zweier. Die WM 2009 in Lake Placid beendete er im Zweier auf Rang 8 und im Vierer auf Rang 5.
Im Weltcup 2009/10 erreichte Abramowitsch mit dem 9. Platz im Vierer und 12. Platz im Zweier seine bisher besten Platzierungen im Gesamtweltcup. Er vertrat Russland bei den Olympischen Spielen 2010 und wurde dabei im Zweier mit Prudnikow Siebter und im Vierer Neunter.
Von 2010/11 bis Ende 2012 war Abramowitsch bei einigen Rennen im Europacup am Start und gewann dabei zwei Läufe. Erst im Dezember 2012 kehrte er in den Weltcup zurück und wurde als beste Platzierung Siebter im Vierer in Winterberg. Bei den Weltmeisterschaften 2013 belegte im Vierer den 11. Rang.
Im Winter 2013/14 nahm er neben Nordamerikacup- und Europacup-Rennen auch am Weltcup teil und wurde unter anderem Dritter im Vierer in Park City. Für die Olympischen Spiele 2014 in Sotschi konnte er sich nicht qualifizieren.